# Верденберг (графство)

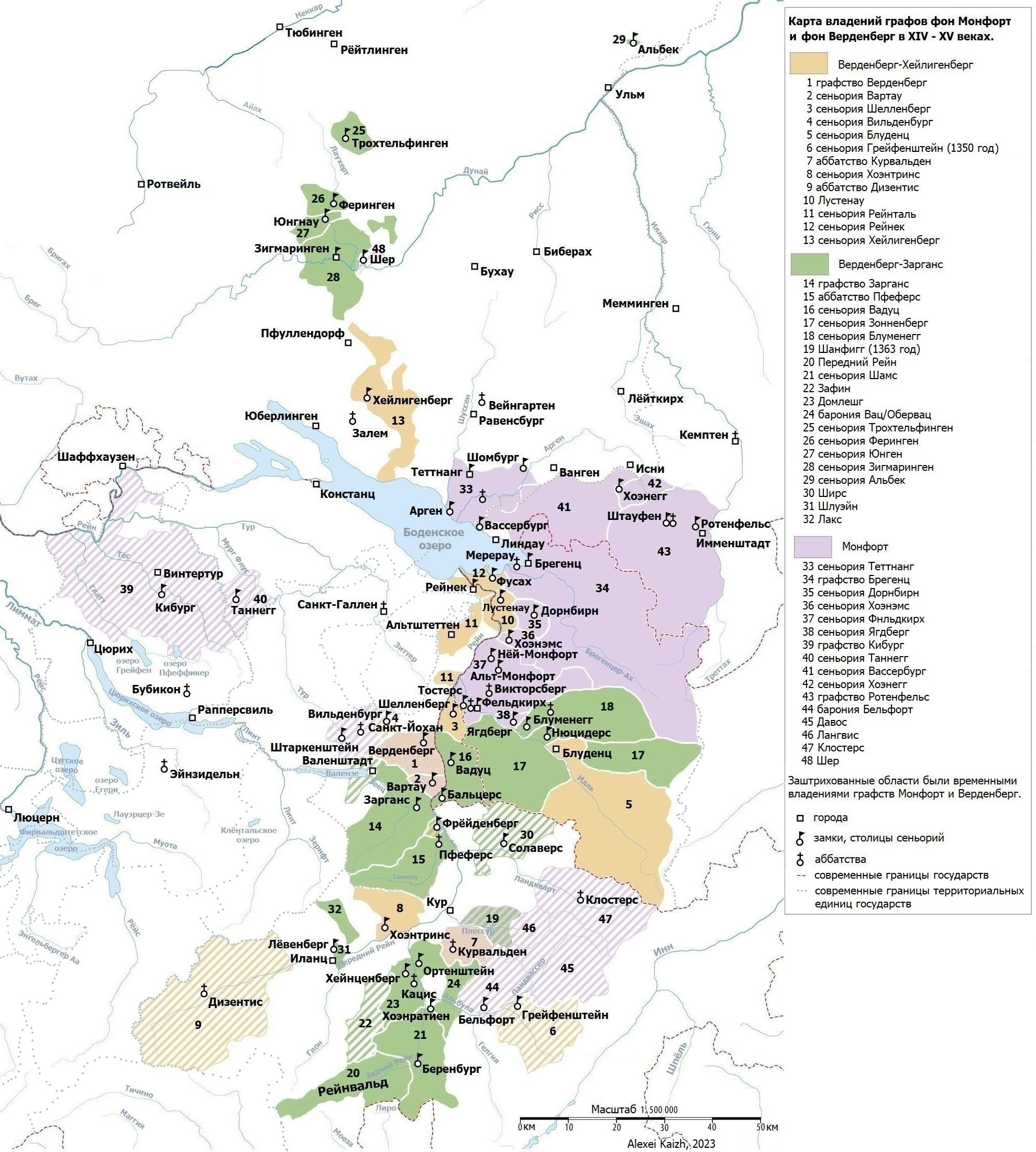
Территория графств Верденберг, Верденберг-Зарганс и Монфор в XIV веке

Верденберг (нем. Werdenberg) — графство в составе Священной Римской империи, располагавшееся на обоих берегах Рейна, на территории, где сейчас находятся Лихтенштейн, швейцарский кантон Санкт-Галлен и австрийская земля Форарльберг. 

## История
Графство Верденберг выделилось из графства Монфорт в 1230 году. Название своё оно получило от замка Верденберг и одноимённого поселения. На протяжении всей своей истории графство принадлежало одной из ветвей Тюбингенского владетельного дома.
В 1260 году графство было разделено на графство Верденберг и графство Зарганс. В 1308 году графство Верденберг вновь разделилось — на Верденберг-Хейлигенберг и Верденберг-Верденберг. Вадуцская линия графов Верденберг прервалась в 1416 году, после чего Вадуц перешёл к баронам Брандиса. В начале XVIII века права на Вадуц приобрёл чешский род Лихтенштейнов.
Герб Верденбергов (червлёный гонфанон в серебряном поле) продолжал использоваться на принадлежавших им территориях и со временем превратился в официальную геральдическую эмблему Форарльберга.